# Alfa Crucis
Az Alfa Crucis (Acrux, α Cru, α Crucis, Alpha Crucis, HD 108248) a Dél Keresztje csillagkép legdélibb, legfényesebb csillaga. Az Alfa Crucis a legdélebbre elhelyezkedő, első fényrendű csillag, kicsivel délebbre van, mint a Alfa Centauri.
Látszó fényessége 1,58 magnitúdó.  Magyarországról nem látható.

## Leírása
Fizikai kettős, melyek 4" távolságra látszanak egymástól. Az Alfa-1 magnitúdója 1,58, az Alfa-2 magnitúdója 1,64.
Mintegy 90"-re dél-délnyugatra ettől a fényes pártól távcsővel látható egy 4,9 magnitúdós harmadik csillag, az Alfa Crucis C, ami B típusú. Ennek a harmadik csillagnak a sajátmozgása látszólag megegyezik a másik kettő sajátmozgásával, azonban valószínűleg kétszer olyan messze van a Naprendszertől, mint a másik kettő, és nem tartozik ugyanahhoz a csillagrendszerhez.
A rendszer azonban valódi hármascsillag, mivel az Alfa-1 Crucis két csillagból áll. Ez a két csillag tömegét tekintve 14-szer és 10-szer akkora, mint a Nap. Egymástól 1 CsE-re keringenek, 76 nap alatt.
Az Alfa-2 Crucis 13 naptömegű. Körülbelül 430 CsE-re van az Alfa-1 kettőstől.
Az Alfa-1 felszíni hőmérséklete 28 000 K, az Alfa-2-é 26 000 K. Ezzel valószínűleg a legforróbb első fényrendű csillagok. Ha a rendszer becsült távolságát 320 fényévnek vesszük, akkor az Alfa-1 fényessége 25 000-szerese, az Alfa-2 fényessége 16 000-szerese a Napénak.
Az Alfa-1 fényesebb tagja és az Alfa-2 elegendő tömeggel rendelkezik ahhoz, hogy egyszer valószínűleg szupernóvává alakuljon, az Alfa-1 halványabb és kisebb tömegű tagja fehér törpévé válhat.
R. H. Allen szerint az Alfa Crucis kettősségét néhány jezsuita misszionárius fedezte fel, akiket XIV. Lajos francia király Sziámba küldött 1685-ben.

## Történetei
A Dél Keresztje csillagkép története mellett nem ismert önálló története.

## Nevének eredete
Nincs önálló neve, az Acrux név az Alfa Crucis név összevonásából származik.

## Megfigyelése
Magyarországról nem, csak a 27° északi szélességtől délre látható. A Föld precessziója miatt az ókori indiai csillagászok számára látható volt, akik a „Tri-shanku” nevet adták neki.

## Érdekességek
Az Alfa Crucis megtalálható Ausztrália, Új-Zéland és Pápua Új-Guinea zászlójában, öt más csillag mellett, amik a Dél Keresztjét szimbolizálják. Brazília zászlajában 26 más csillag mellett található, itt São Paulo államot jelképezi.